# Kostiantyn Kasianczuk
Kostiantyn Wiktorowycz Kasianczuk (ukr. Костянтин Вікторович Касянчук; ur. 24 października 1979 w Kijowie) – ukraiński hokeista, reprezentant Ukrainy.

## Kariera
- SzWSM Kijów (1995–1996)
- Berkut Kijów (1997–1998)
- Sokił Kijów (1998–2001)
- Witiaź Podolsk (2001–2002)
- Sokił Kijów (2002)
- Witiaź Podolsk (2002–2003)
- Chimik Woskriesiensk (2003–2004)
- Sokił Kijów (2004–2005)
- Traktor Czelabińsk (2005–2008)
- Dinamo Moskwa (2008–2009)
- CSKA Moskwa (2009)
- Traktor Czelabińsk (2010–2010)
- Sokił Kijów (2010)
- Traktor Czelabińsk (2010–2011)
- Sokił Kijów (2011–2012)
- Dinamo Moskwa (2012–2014)
  -  Dinamo Bałaszycha (2013-2014)
- Buran Woroneż (2014-2015)
- Generals Kijów (2015)
- Rapid Kijów (2015-)
- HK Nioman Grodno (2015-2016)

Wychowanek Sokiła Kijów. Od maja 2012 zawodnik Dinama Moskwa. We wrześniu 2013 przedłużył kontrakt o rok. W sierpniu 2014 odszedł z klubu. Od września 2014 zawodnik Burana Woroneż. Od sierpnia 2015 zawodnik Generals Kijów. . Od września 2015 zawodnik Rapidu Kijów. Po kilku dniach został zawodnikiem Niomana Grodno. Odszedł z tego klubu w lutym 2016.
Uczestniczył w turniejach mistrzostw świata w 1999, 2001, 2002, 2003, 2004, 2005, 2006 (Elita), 2008, 2010, 2011, 2012 (Dywizja I).

## Sukcesy

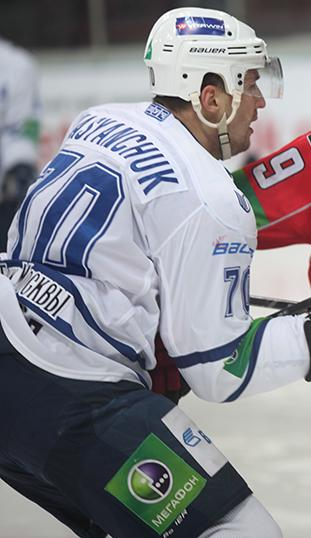
Kostiantyn Kasianczuk w barwach Dinama Moskwa (2012)

Klubowe
- Srebrny medal mistrzostw Ukrainy: 1998 z Berkutem Kijów, 2012 z Sokiłem Kijów
- Złoty medal Wschodnioeuropejskiej Hokejowej Ligi: 1999 z Sokiłem Kijów
- Srebrny medal Wschodnioeuropejskiej Hokejowej Ligi: 2000 z Sokiłem Kijów
- Brązowy medal Wschodnioeuropejskiej Hokejowej Ligi: 2001 z Sokiłem Kijów
- Puchar Wschodnioeuropejskiej Hokejowej Ligi: 1998, 1999 z Sokiłem Kijów
- Złoty medal mistrzostw Ukrainy: 1999, 2005 z Sokiłem Kijów
- Złoty medal wyższej ligi: 2006 z Traktorem Czelabińsk
- Awans do Superligi: 2006 z Traktorem Czelabińsk
- Srebrny medal mistrzostw Rosji: 2009 z Dinamem Moskwa
- Złoty medal mistrzostw Rosji: 2013 z Dinamem Moskwa
- Puchar Gagarina: 2013 z Dinamem Moskwa

Indywidualne
- Mistrzostwa Świata w Hokeju na Lodzie 2010/I Dywizja:
  - Pierwsze miejsce w klasyfikacji strzelców turnieju: 6 goli
  - Pierwsze miejsce w klasyfikacji kanadyjskiej turnieju: 13 punktów
  - Najlepszy napastnik turnieju
- Profesionalna Chokejna Liha (2011/2012):
  - Pierwsze miejsce w klasyfikacji strzelców w sezonie zasadniczym: 25 goli[12]
  - Pierwsze miejsce w klasyfikacji asystentów w sezonie zasadniczym: 47 asyst[13]
  - Pierwsze miejsce w klasyfikacji kanadyjskiej w sezonie zasadniczym: 72 punkty[14]
  - Najlepszy zawodnik sezonu[15]

Wyróżnienie
- Najlepszy hokeista na Ukrainie: 2010